# Сімао
38°33′57″ пн. ш. 110°19′31″ сх. д. / 38.5657° пн. ш. 110.3252° сх. д.
Сімао (кит. 石峁; піньїнь: Shímǎo) — стоянка доби неоліту в окрузі Шеньму, Шеньсі, Китай. Ділянка розташована в північній частині Лесового плато, на південній околиці пустелі Ордос. Його датують приблизно 2000 роком до нашої ери, ближче до кінця періоду Луншань, і є найбільшим відомим обгородженим місцем того періоду в Китаї, площею 400 га.. Спочатку вважалося, що фортифікаційні споруди Сімао були частиною Великої китайської стіни, але виявлення шматочків нефриту спонукало до археологічних досліджень, які показали, що це місце належало до неоліту.
Місто було оточене внутрішніми та зовнішніми кам'яними стінами, на відміну від утрамбованих земляних стін, характерних для місць Луншань у Центральній рівнині та Шаньдуні. Стіни були в середньому товщиною 2,5 метра, периметром приблизно 4200 м і 5700 м відповідно, і мають ворота, башточки і сторожові вежі. Найдавніше місце, «центр палацу», являло собою велику ступінчасту піраміду, засновану на лесовому пагорбі, який було перероблено, щоб зробити 11 платформ висотою 70 м. Кожен з них був укріплений кам'яними контрфорсами. На вершині цієї піраміди були побудовані палаци з утрамбованої землі. Внутрішнє місто містило обгороджену кам'яними стінами платформу, інтерпретовану як палацовий комплекс, і щільно розташовані житлові зони, цвинтарі та ремісничі майстерні. Незвичайні елементи включають нефрит, вбудований у міські стіни, можливо, для забезпечення духовного захисту, рельєфні скульптури змій і монстрів і малюнки з геометричними візерунками на внутрішніх стінах. Приблизно 80 людських черепів були знайдені під міською брамою, головним чином молодих дівчат, що свідчить про ритуальне жертвопринесення.
Такі заняття і ремесла, як обробка бронзи, культивування пшениці, ячміню, розведення овець, кіз і великої рогатої худоби, здається, з'явилися тут раніше, ніж в інших місцях Китаю, що свідчить про спілкування його жителів з народами Євразійського степу через розгалужені торгові мережі. Крім того, знайдено матеріали, ймовірно, з Південного Китаю, такі як барабани зі шкіри алігатора, що вказує на торгівлю з півночі на південь на території сучасного Китаю. Тонкі вигнуті кістки, виявлені в Шимао, вважаються найдавнішими відомими доказами існування в ті часи дримби, інструменту, який поширився серед більш ніж 100 різних етнічних груп, що свідчить про можливе його китайське походження.
Переважна гіпотеза про залишення Сімао пов'язана зі швидким переходом до більш прохолодного та сухого клімату на Лесовому плато з 2000 по 1700 рр. до н. е.. Ця зміна навколишнього середовища, ймовірно, призвела до переселення населення на Центральну рівнину, залишивши це місце забутим до 21 століття.